# 마야콥스카야역 (상트페테르부르크 지하철)
마야콥스카야역(러시아어: Маяковская)은 러시아 상트페테르부르크 시에 있는 상트페테르부르크 지하철 넵스코 바실레오스트롭스카야 선의 역이다. 1967년 11월 3일에 개통되었다. 역명은 러시아의 시인 블라디미르 마야콥스키의 이름을 따서 제정되었다. 두 노선의 출입구는 모스콥스키 철도 터미널과 연결된다.

## 환승
마야콥스카야 역에서는 에스컬레이터를 통해 키롭스코 비보륵스카야 선의 플로샤디 보스타니야 역으로 환승이 가능하다.

## 구조
마야콥스카야 역은 심도 51m에 위치하고 플랫폼에는 스크린도어가 설치되어 있다. 지하 대합실은 건축가 E.V.Boicharov, F.Michaylov, E.G.Grganov, L에 의하여 설계되었다. 역을 상징하는 색상은 빨간색이다. 벽면 끝에는 역명이 새겨져 있는 그래픽 방식을 이용한 모자이크로 장식된 시인의 초상화가 있다.